# Ingooigem
Ingooigem (West-Vlaams: Yvegem) is een dorp in het zuiden van de Belgische provincie West-Vlaanderen en een deelgemeente van Anzegem, het was een zelfstandige gemeente tot aan de gemeentelijke herindeling van 1977.

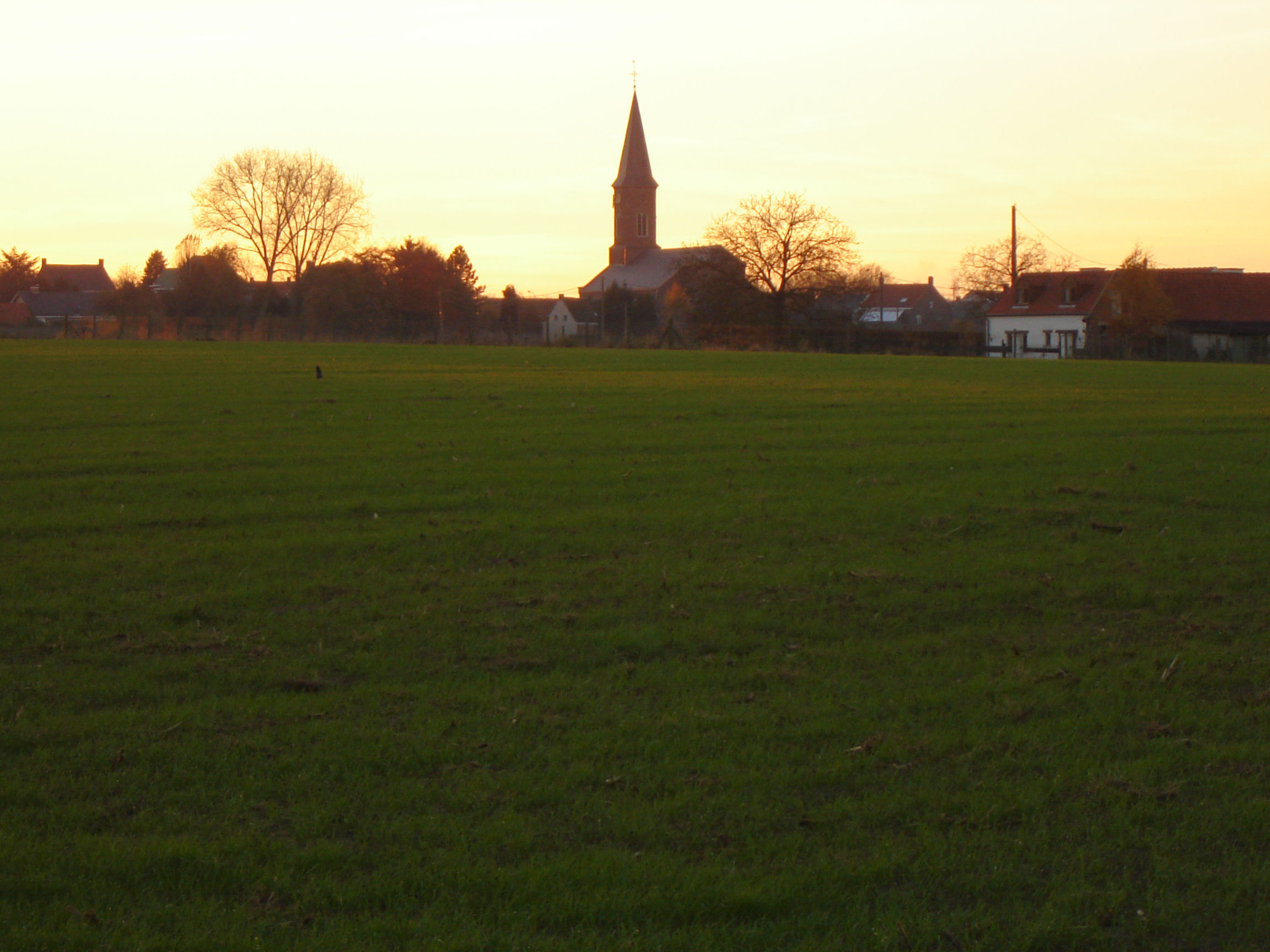
Zicht op Ingooigem

## Geschiedenis
Ingooigem komt van het Germaans "Ingwihaheim". Het is een combinatie van een persoonsnaam en het achtervoegsel -heim, dat woonplaats betekent. Ingooigem wordt door de lokale bevolking "Yvegem" genoemd.
In 1165 werd Ingooigem voor het eerst schriftelijk vermeld. Het patronaatsrecht kwam in bezit van de Abdij van Saint-Nicolas-des-Prés. De heerlijkheid was zeker vanaf 1474, maar waarschijnlijk al in de 14e eeuw, in handen van de familie de la Motte. In 1786 was de heerlijkheid in bezit van de graaf de Lalaing.
In 1579 had Ingooigem te lijden onder de godsdiensttwisten: zowel de Geuzen als van de Malcontenten plunderden en brandschatten. Ook einde 17e eeuw waren er grote problemen ten gevolge van de Negenjarige Oorlog.
In 1904 kwam Stijn Streuvels in Ingooigem te wonen en in 1969 overleed hij.
Ingooigem werd op 25 oktober 1918 bevrijd door de Schotten.
Het dorp leefde vooral van de landbouw, maar einde 19e eeuw ook van huisnijverheid: spinnen, weven van linnen, kantklossen. In 1910 was deze vorm van arbeid al grotendeels verdwenen. In de jaren '30 van de 20e eeuw kwamen veel industriële activiteiten vanuit Vichte naar Ingooigem: tapijtweverij Balcaen, weverij N.V. Delabie en Maurice Furnière N.V., een fabrikant van meubelstoffen. Ook in de jaren '70 was de textielnijverheid, met katoen- en tapijtweverij, van groot belang voor Ingooigem.

## Demografische ontwikkeling
- Bronnen:NIS, Opm:1831 tot en met 1970=volkstellingen; 1976 = inwoneraantal op 31 december

## Bezienswaardigheden
- De Sint-Antoniuskerk
- De Britse militaire begraafplaats Ingoyghem Military Cemetery met gesneuvelden uit de Eerste- en Tweede Wereldoorlog.
- Het Witte Huis, woonhuis van Hugo Verriest, met gedenkplaat door Paul Lateur, van 1955.
- Het Lijsternest, een landhuis uit 1904 waar Stijn Streuvels heeft gewoond.
- De begraafplaats van Ingooigem met grafmonumenten voor Hugo Verriest en Stijn Streuvels.
- Het Stijn Streuvelsmuseum.

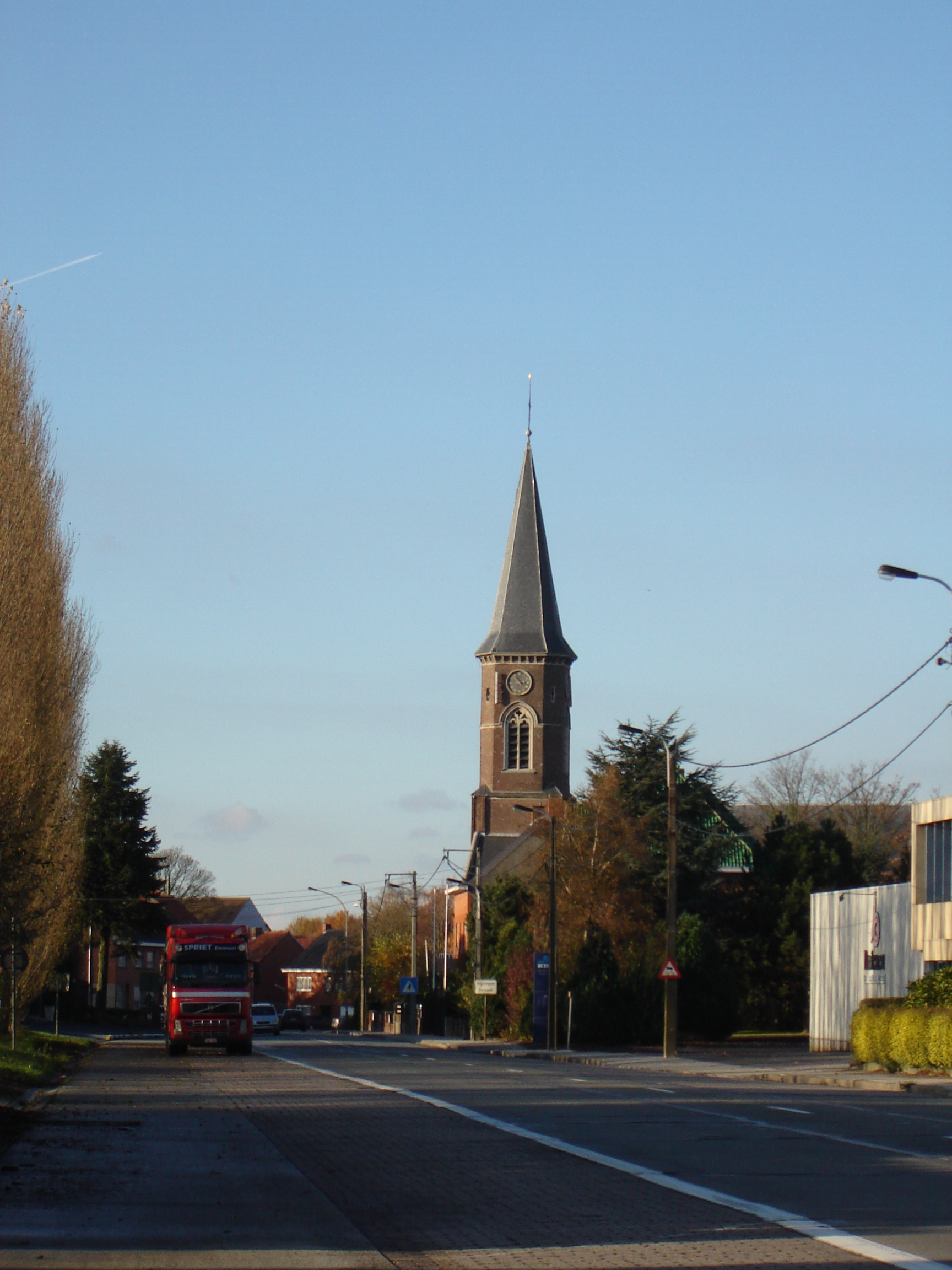
Ingooigem en Sint-Antoniuskerk
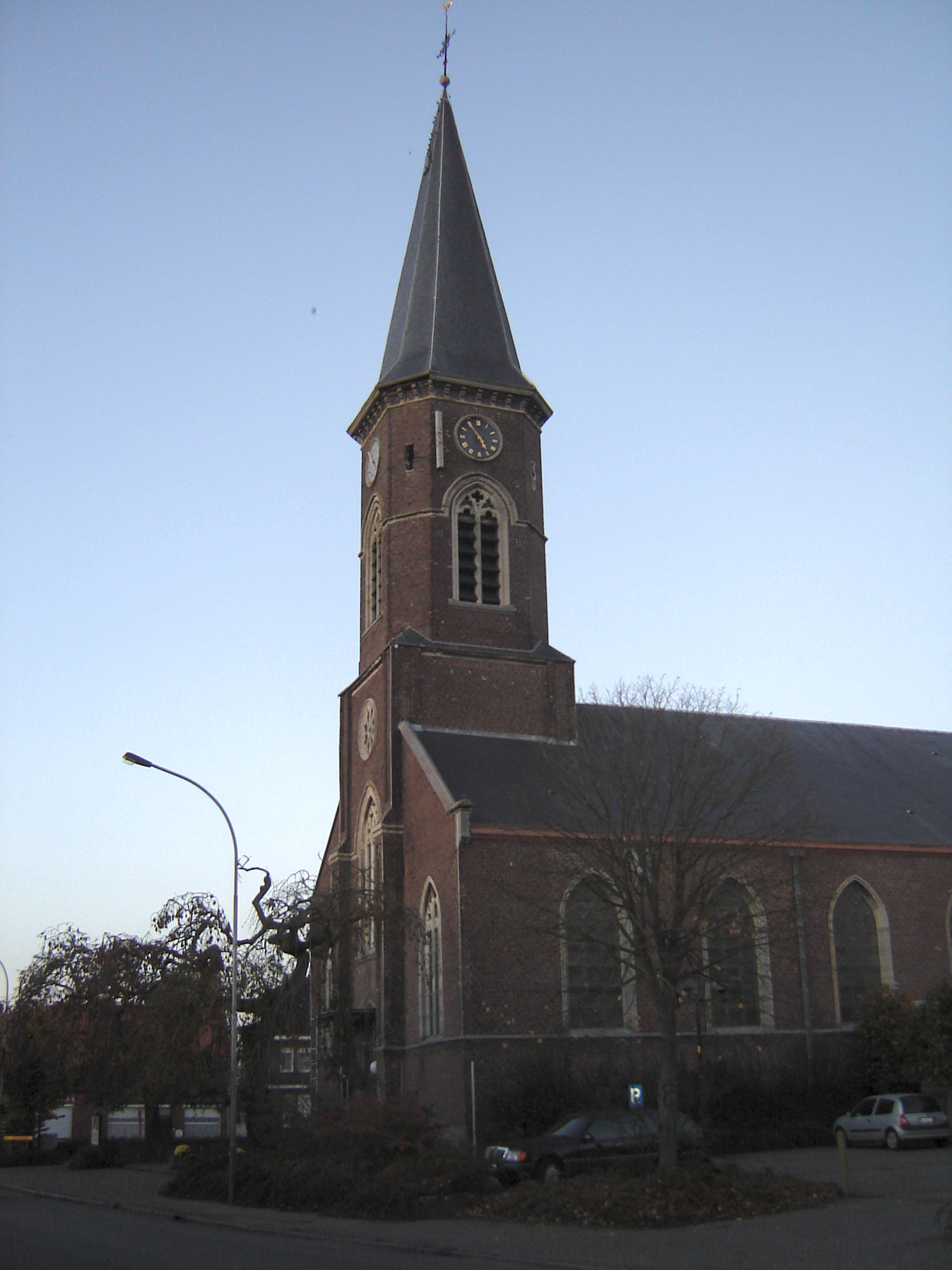
Sint-Antoniuskerk

## Natuur en landschap
Ingooigem ligt in Zandlemig Vlaanderen op een hoogte van 35-62 meter. Op het grondgebied loopt de Tjampensbeek en de beek Beek te Biest.

## Politiek
Ingooigem had een eigen gemeentebestuur en burgemeester tot de fusie van 1977. Burgemeesters waren:
- 1819-1831 : Ivo Josephus Reynaert
- 1831-1841 : Antonius Vander Haeghen
- 1841-1843 : Jean Baptiste Jacques
- 1843-1873 : Fredericus Valcke
- 1873-1894 : Eduardus Quaryck
- 1894-1921 : Eduard De Cock
- 1921-1953 : Hector-Joseph Balcaen
- 1953-1976 : Octaaf Bekaert

De laatste burgemeester, Octaaf Bekaert, werd na de fusie een bestuursperiode burgemeester van fusiegemeente Anzegem.

## Sport
De plaats is bekend vanwege de jaarlijkse wielerwedstrijd Halle-Ingooigem.
Voetbalclub Groene Duivels Ingooigem is aangesloten bij de KBVB en actief in de provinciale reeksen.
Voetbalclub SV Ingooigem is aangesloten bij de VLVB en actief in de hoogste afdeling van het liefhebbersverbond in Zuid-West-Vlaanderen.

## Bekende personen
- Stijn Streuvels, Vlaams schrijver. Hij woonde er in Het Lijsternest.
- Hugo Verriest, priester-dichter, die goed bevriend was met Streuvels. Hun beider begraafplaatsen liggen naast elkaar, aan de zijmuur van de Sint-Antoniuskerk.

## Nabijgelegen kernen
Vichte, Tiegem, Otegem, 
Deelgemeenten: Anzegem · Gijzelbrechtegem · Ingooigem · Kaster · Tiegem · Vichte

Overige plaatsen: Heirweg

Belgische gemeenten · Arrondissement Kortrijk · West-Vlaanderen · Vlaanderen